# Gerdt (varpbåt)
Varpbåten Gerdt är en svensk motorvarpbåt, som byggdes av Hernösands Verkstads & Varfs AB i Härnösand  1904.
Gerdt byggdes som en öppen varpbåt för Nedre Dalelfarnas Flottnings Förening med Hovnäs som hemmahamn. Hon användes för flottning till 1973, varefter hon togs om hand av Dalälvarnas Flottningsmuseum i Gysinge. År 1978 bytte museet Gerdt mot ångvarpbåten S/S Laxen. Gerdt är nu fritidsbåt i Leksand.
Hon är k-märkt.